# Plan ugandyjski
Plan ugandyjski (hebr. תוכנית אוגנדה, Tochnit Uganda) lub ugandyjski plan osiedlenia  – nazwa propozycji planu osadniczego społeczności żydowskiej w Afryce Wschodniej przedstawiona przez Josepha Chamberlaina Theodorowi Herzlowi 23 kwietnia 1903 roku.
Brytyjska propozycja Afryki Wschodniej stanowiła alternatywę dla przedstawionych przez Herzla planów stworzenia państwa żydowskiego na Cyprze, w Palestynie lub na Synaju. W związku z brakiem realnych szans dla innych lokalizacji Herzl przedstawił ten plan na VI Kongresie Syjonistycznym w 1903 roku. Plan został zaakceptowany, ale dyskusja nad nim doprowadziła do podziałów w ruchu. Ostatecznie, po śmierci Herzla, plan ugandyjski został odrzucony na VII Kongresie Syjonistycznym. W rezultacie z ruchu syjonistycznego wyłamali się zwolennicy planu (tzw. terytorialiści), tworząc Światową Organizację Terytorialistyczną.
Brytyjczycy nazwali plan ugandyjskim, jednak oferowane Herzlowi tereny pod żydowskie osadnictwo były częścią dzisiejszej Kenii.

## Historia

### Tło

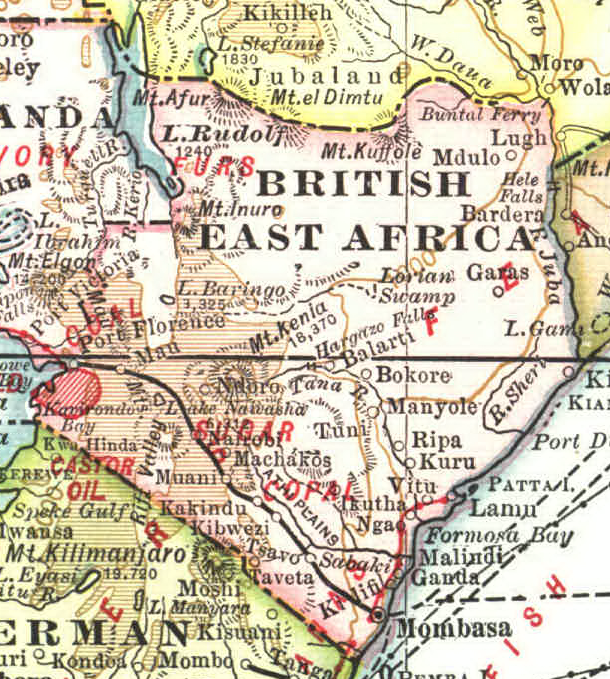
Mapa Brytyjskiej Afryki Wschodniej (1909).

Na przełomie wieków XIX i XX Brytyjczycy zaczęli dostrzegać, że wysiłek kolonialny imperium w rejonie Afryki Wschodniej przynosił więcej strat niż zysków. Koszty budowy połączenia kolejowego z Mombasy do Kisumu rosły, a przewidywane zyski z otwarcia odległych od wybrzeża regionów Afryki miały być znacznie niższe, niż przewidywano. Raporty sporządzane przez brytyjskie ekspedycje wysyłane z Protektoratu Afryki Wschodniej wskazywały, że są to obszary wyludnione, co było prawdą, ale przyczyna leżała w epidemiach chorób, które dotknęły Masajów w latach 80. XIX wieku i na początku lat 90. Ponadto rejon ten dotknięty został klęską suszy i nieurodzaju. W związku z tym postanowiono, aby rosnące wydatki skompensować rozwojem gospodarczym regionu poprzez „próbę eksperymentu osadnictwa europejskiego”.
W tym samym czasie, po I Kongresie Syjonistycznym w Bazylei (1897), Theodor Herzl podjął starania dyplomatyczne w celu realizacji planu utworzenia państwa żydowskiego w Palestynie. Wśród państw, z którymi kontaktował się były Wielka Brytania, Imperium Rosyjskie czy Imperium Osmańskie. W związku z tym, że Palestyna była pod kontrolą Osmanów, to Herzl kładł duży nacisk na relacje z tym mocarstwem, obiecując nawet pożyczkę gwarantowaną przez żydowskich bankierów. Jednak sułtan był w stanie zaakceptować pomysł rozbitego osadnictwa w kilku regionach, które w ten sposób rozwinęłyby się gospodarczo. Imperium straciło wpływy w pobliskim Egipcie oraz zbyt dużo terenów na Bałkanach, aby pozwolić sobie na utworzenie niepodległego państwa żydowskiego lub zagwarantowanie autonomii Palestynie. W wypadku Rosji Herzl napotkał opory wewnątrz ruchu syjonistycznego. Po pogromie Żydów w Kiszyniowie (1903), lokalni syjoniści nawoływali do bojkotu imperium jako państwa, w którym rosną nastroje antysemickie. Herzl miał nadzieję, że minister spraw wewnętrznych imperium Wiaczesław von Plehwe będzie w stanie nakłonić władze tureckie do zgody na emigrację żydowską z Imperium Rosyjskiego na Bliski Wschód, ale starania te nie przyniosły rezultatu. Ostatecznie Herzl zwrócił się do władz Wielkiej Brytanii. Jeszcze w 1902 roku odbył on spotkanie z sekretarzem stanu do spraw kolonii Josephem Chamberlainem, proponując mu Cypr lub Synaj, a nawet rejon samego Al-Arisz.

### Wschodnia Afryka jako propozycja Chamberlaina
Chamberlain zakwestionował obie propozycje Herzla. Cypr był zamieszkiwany przez skonfliktowanych muzułmanów i Greków, a fala żydowskiej imigracji, wg Chamberlaina, mogła pogorszyć sytuację. W sprawie Synaju Herzl został poproszony o kontakt z Foreign Office, co skłoniło przywódcę syjonistów do stwierdzenia, iż Chamberlain nie wiedział, gdzie leży Al-Arisz. Herzl naciskał na Al-Arisz, twierdząc, że Żydzi żyli tam od wieków, ale ostatecznie uznał, że „Chamberlain nie sprawia wrażenia genialnego. On nie jest człowiekiem wyobraźni (...)”. W sprawie osadnictwa żydowskiego na Synaju Herzl zwrócił się bezskutecznie do całego rządu brytyjskiego, twierdząc:

W południowo-wschodniej części Morza Śródziemnego Anglia ma posiadłość, która obecnie jest bezwartościowa i prawie niezamieszkana. Jest to przybrzeżny obszar El-Arisz i Synaj. Ten obszar mógłby
stać się miejscem schronienia, domem dla uciskanych Żydów na całym świecie, jeśli Anglia pozwoli na założenie tam żydowskiej kolonii.

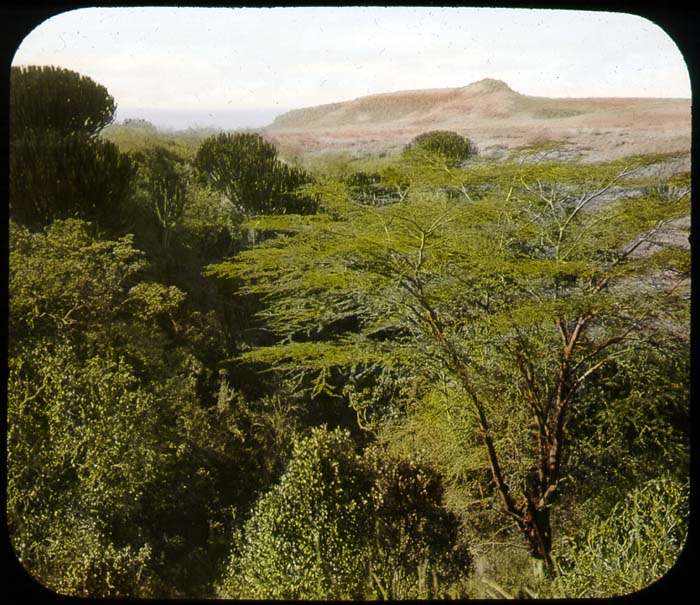
Widok na Skarpę Mau (1905)

Rosnąca imigracja Żydów z Imperium Rosyjskiego, spowodowana nasilającym się antysemityzmem władz carskich, sprawiała, że brytyjskie związki zawodowe były niezadowolone ze zbyt dużego napływu taniej siły roboczej do kraju. Na samym początku XX wieku było to prawie 100 000 Żydów. Wobec tego 23 kwietnia 1903 roku Chamberlain zaproponował Herzlowi Wschodnią Afrykę, a dokładniej obszar, który nazwał Ugandą (w rzeczywistości oferowano obszary dzisiejszej Kenii). Uzasadnił to tym, iż klimat jest „doskonały (...) również dla Europejczyków”, a na miejscu mogą powstać cukrownie lub uprawy bawełny. Za „najkorzystniejszy” obszar we wschodniej części Afryki Chamberlain uznał płaskowyż Naivasha, pomiędzy Nairobi a Skarpą Mau. Herzl nie zaprzeczył tej propozycji, ale zaznaczył, że początki żydowskiej państwowości powinny mieć miejsce w Palestynie lub w jej pobliżu.
Jednak wraz z upływem czasu i niepowodzeniami innych propozycji, oferta brytyjska jawiła się jako najrealniejsza. Przed VI Kongresem Syjonistycznym Herzl nie posiadał zbyt wielu alternatyw. Imperium Osmańskie nie było przychylne pomocy, propozycje osadnictwa na Cyprze lub Synaju zostały odrzucone, pogrom w Kiszyniowie skomplikował sytuację Żydów w Rosji, Wielka Brytania i Austro-Węgry były niechętne żydowskiej imigracji. Jedyne co zyskał to wsparcie carskiej administracji do stworzenia państwa żydowskiego w Palestynie i brytyjską propozycję osadnictwa we Wschodniej Afryce. 14 sierpnia Clement Hill, nadkomisarz protektoratów afrykańskich (ang. Superintendent of African Protectorates), wysłał list do łącznika pomiędzy syjonistyczną egzekutywą a rządem Wlk. Brytanii Leopolda Greenberga, w którym gwarantował brytyjską gotowość do rozważenia osadnictwa żydowskiego we Wschodniej Afryce.

### Reakcje na plan ugandyjski
Plan ugandyjski został zaprezentowany na VI Kongresie Syjonistycznym w Bazylei, który odbył się w dniach 23–28 sierpnia 1903 roku. Zaznaczył, że „to nie jest Syjon, nigdy nim nie będzie”, ale dzięki osadnictwu w Afryce Żydzi zdobyliby doświadczenie, które później mogłoby być wykorzystane w Palestynie.
Poparcie dla niego od początku wrażali syjoniści z Wielkiej Brytanii, którzy uważali, że odrzucenie planu zamknęłoby możliwości dalszych negocjacji z Chamberlainem, którego postrzegali za sojusznika syjonizmu. Swojego poparcia udzielił także Max Nordau, który nazwał plan ugandyjski „nocnym schroniskiem” . Propozycja Ugandy została także zaakceptowana przez religijnych syjonistów z Mizrachi i rabina Icchaka Ja’akowa Reinesa. Twierdzili oni, że ruch syjonistyczny ma na celu uchronić Żydów przed pogromami, czyli stworzyć dla nich bezpieczne schronienie. Mizrachi postrzegała masowe i nagłe osadnictwo w Palestynie za zagrożenie dla społeczności żydowskiej, które może doprowadzić do pogłębienia istniejących już podziałów. Osiedlenie się w Ugandzie mogłoby zniwelować nierówności i stanowić sprawdzian dla przyszłej państwowości. Doszło do sytuacji, w której świeckie środowiska skrytykowały Herzla za plan ugandyjski i odwrócenie się od Ziemi Izraela, a zakorzenione w tradycji środowiska religijne wsparły Herzla w ewentualnej zmianie miejsca pod przyszłe państwo. Wsparcie Herzla przez Reinesa doprowadziło do osłabienia poparcia dla Mizrachi na kolejnych kongresach syjonistycznych.
Plan ugandyjski skrytykował Achad ha-Am, który stwierdził, że propozycja ta była „rezultatem chybionej, powierzchownie narodowej koncepcji Herzla”. Uważał, że przebudzenie narodowe nie powinno odbywać się poprzez środki materialne, a masowe osadnictwo motywowane politycznie nie uchroni Żydów. Syjonizm, wg niego, powinien być ruchem duchowego odrodzenia i powinien być procesem powolnego rozwoju społeczności żydowskiej w Palestynie. Sprzeciw wobec planu wyrazili również syjoniści z Rosji na czele z Chowewej Syjon i Menachemem Usyszkinem. Zagrozili wystąpieniem z organizacji syjonistycznej, z resztą następstwem planu ugandyjskiego było przegłosowanie przez syjonistów z Imperium Rosyjskiego w Charkowie rezolucji o zdradzie programu z Bazylei i wezwali Herzla do porzucenia autokratycznych metod zarządzania ruchem syjonistycznym, a także zobowiązania się do tego, że poza Palestyną i Syrią nie zgodzi się na żadne zaoferowane terytorium.
Podczas VI Kongresu doszło do przegłosowania propozycji planu ugandyjskiego i wysłania do Wschodniej Afryki komisji, która miałaby wydać rekomendacje w sprawie ewentualnego osiedlenia się tam. Ostatecznie zyskał on poparcie 295 delegatów, sprzeciw wyraziło 178, a 99 się wstrzymało. Ustalono także, że dalsze rozmowy nad planem toczone będą na VII Kongresie Syjonistycznym w 1905 roku. Odbył się on po śmierci Herzla, a plan ugandyjski ostatecznie porzucono. Syjoniści z Rosji skrytykowali dotychczasową zakulisową dyplomację Herzla. Ustalono, że celem ruchu jest budowa państwa żydowskiego wyłącznie w Palestynie . W wyniku odrzucenia planu jego zwolennicy postanowili utworzyć w 1905 roku Światową Organizację Terytorialistyczną, której celem miało być znalezienie terytorium, na którym mogliby osiedlić się Żydzi. Na jej czele stanął Israel Zangwill . Odłączenie się terytorialistów osłabiło ruch syjonistyczny, gdyż posiadali oni poparcie lidera Żydów z Wielkiej Brytanii lorda Edmonda Jamesa de Rothschilda.
Następstwem sporu wokół planu ugandyjskiego była próba zamachu na Maxa Nordaua. 19 grudnia 1903 roku w Paryżu Zelig Luban, Żyd z Rosji, oddał dwa strzały w kierunku Nordaua, krzycząc „śmierć afrykańskiemu Nordauowi”. Był to pierwszy raz w historii ruchu syjonistycznego, kiedy doszło do próby zabójstwa na tle ideologicznym.